# Federación de Ski y Snowboard de Chile
La Federación Deportiva Nacional de Ski y Snowboard de Chile, también conocida como FEDESKI-FDN, es el principal organismo encargado de velar por el Ski en Chile y Snowboard en Chile, además de las competiciones de clubes nacionales de Ski y Snowboard, más la Selección Nacional de Chile. Pertenece a la Federación Internacional de Esquí (FIS) y al Comité Olímpico de Chile (COCh).
La Federación está integrada en la actualidad por 20 asociaciones, miembros o clubes debidamente acreditadas a lo largo de todo Chile. La Federación ha aportado por años la promoción y desarrollo de los deportes invernales en Chile, contando con representación en 17 Juegos Olímpicos desde Sainkt-Moritz 1948, organizando campeonatos mundiales y desarrollando campeonatos nacionales desde su creación.

## Historia
La Federación Deportiva Nacional de Ski y Snowboard de Chile se funda el 25 de junio de 1943. Tiene como objetivo desarrollar, promover, fomentar, coordinar, supervisar y difundir en Chile la práctica del Ski y Snowboard en todas sus disciplinas.

### Hitos internacionales
La Federación Deportiva Nacional de Ski y Snowboard de Chile ha organizado los siguientes campeonatos internacionales:
- Campeonato Mundial de Esquí Alpino de 1966.
- World Cup Big Air 2016.
- South American Cup

### Hitos Nacionales
La Federación Deportiva Nacional de Ski y Snowboard de Chile ha organizado los siguientes campeonatos nacionales más relevantes:
- Campeonato Nacional en todas las categorías, cada año.
- Campeonato INTERSUR de Ski Alpino de Chile

## Competencias
La Federación fomentará, a través del “Calendario FIS” (internacional) y de su “Calendario FEDESKI” (nacional) las siguientes disciplinas y especialidades, en las categorías:
| Calendario FIS | Calendario FIS                                                      | Calendario FEDESKI      | Calendario FEDESKI                                                                 |
| Disciplina     | Categoría                                                           | Disciplina              | Categoría                                                                          |
| -------------- | ------------------------------------------------------------------- | ----------------------- | ---------------------------------------------------------------------------------- |
| Alpino         | Descenso (DH) Damas y/o Varones, Adultos, U21 y U18.                | Alpino                  | Super Gigante (SG) Damas y Varones, U16 y U14                                      |
| Alpino         | Super Gigante (SG) Damas y/o Varones, Adultos, U21 y U18.           | Alpino                  | Slalom Gigante (GS) Damas y Varones, Masters, U16, U14, U12                        |
| Alpino         | Slalom Gigante (GS) Damas y/o Varones, Masters, Adultos, U21 y U18. | Alpino                  | Slalom (SL) Damas y Varones, Masters, U16, U14, U12                                |
| Alpino         | Slalom (SL) Damas y/o Varones, Masters Adultos, U21 y U18.          | Alpino                  | Kombi Race (KR) Damas y Varones, U12                                               |
| Alpino         | Super Combinada (SC) Damas y/o Varones, Adultos, U21 y U18.         | Alpino                  |                                                                                    |
| Nórdico        | Sprint (SP) Damas y Varones, Adultos, U21 y U18.                    | Nórdico (Cross Country) | Sprint (SP) Damas y Varones, Masters, Adultos, U-21, U-18, U16, U14, U12, y U10.   |
| Nórdico        | Distancia (DI) Damas y Varones, Adultos, U21 y U18.                 | Nórdico (Cross Country) | Distancia (DI) Damas y Varones, Masters, Adultos, U-21, U-18, U16, U14, U12, y U10 |
| Freestyle      | Ski Cross (SX) Damas y Varones, Adultos, U21, U18.                  | Freestyle               | Ski Cross (SX) Damas y Varones, Adultos, U-21, U-18, U-16, U-14, y U12.            |
| Freestyle      | Slope Style (SS) Damas y Varones, Adultos, U21 y U18.               | Freestyle               | Slope Style (SS) Damas y Varones, Adultos, U-21, U-18, U-16, U-14, y U12.          |
| Freestyle      | Big Air (BA) Damas y Varones, Adultos, U21 y U18.                   | Freestyle               | Big Air (BA) Damas y Varones, Adultos, U-21, U-18.                                 |
| Snowboard      | Snowboard Cross (SBX)Damas y Varones, Adultos, U21 y U18.           | Snowboard               | Snowboard Cross (SBX) Damas y Varones, Adultos, U-21, U-18, U-16, U-14, y U12.     |
| Snowboard      | Slope Style (SBS) Damas y Varones, Adultos, U21 y U18.              | Snowboard               | Slope Style (SBS) Damas y Varones, Adultos, U-21, U-18, U-16, U-14, y U12.         |
| Snowboard      | Big Air (SBA)Damas y Varones, Adultos, U21 y U18.                   | Snowboard               | Big Air (SBA) Damas y Varones, Adultos, U-21, U-18.                                |

Considerando que la temporada de nieve es corta, se debe lograr cierta armonía en el programa de carreras, y por ello es necesario regular, a través de un “Calendario de Competencias”, el desarrollo de las diferentes pruebas descritas anteriormente en Ski Alpino, Nórdico, Freestyle, y Snowboard, entre el 15 de junio y 15 de octubre de cada año. Existirán dos componentes de este calendario: Internacional (Pruebas FIS), y Nacional (Pruebas FEDESKI).

## Asociaciones
La Federación de Ski y Snowboard de Chile está constituida por clubes con personalidad jurídica vigente, que desarrollen dentro de sus actividades la práctica del deporte en general y de la actividad física y la recreación, especialmente la disciplina de ski alpino, ski nórdico, freestyle ski y snowboard, y toda otra disciplina que esté desarrollando FEDESKI-FDN, y que no se encuentren afiliados a otras entidades de igual naturaleza que ésta.
Son miembros (activos o inactivos) las siguientes asociaciones:
| - Club Andes - Club de SKI La Parva - Club de SKI Y Snowboard Valle Nevado - Club deportivo Araucarias de Llaima - Club deportivo Lago Villarica - Club deportivo Boinas Verdes - Club deportivo Cordillera | - Club SKI Patagonia Chilena - Club Andino Osorno - Club Andino Escolar Coyhaique - Club Esquí de Chillán - Fundación Club deportivo Universidad Católica - SKI Club Portillo - Club Unidad Simbólica de Montaña | - Club Snowboard fyl - Club deportivo Club Andino de Punta Arenas - Club deportivo Caupolicán de los Andes - Club deportivo Arski - Club deportivo Pucón 540 - Club de Esquí Corralco |

## Deportistas destacados
Son deportistas chilenos destacados aquellos que son miembros de alguna asociación de la federación y han participado en los juegos olímpicos de invierno.
| #  | Deportistas          | Deporte          | Juegos Olímpicos                                              |
| -- | -------------------- | ---------------- | ------------------------------------------------------------- |
| 01 | Gonzalo Domínguez    | Esquí alpino     | Sankt-Moritz 1948                                             |
| 02 | Jaime Errázuriz      | Esquí alpino     | Sankt-Moritz 1948, Oslo 1952                                  |
| 03 | Arturo Hammersley    | Esquí alpino     | Sankt-Moritz 1948, Cortina d'Ampezzo 1956                     |
| 04 | Hernán Oelckers      | Esquí alpino     | Sankt-Moritz 1948                                             |
| 05 | Sergio Navarrete     | Esquí alpino     | Oslo 1952, Cortina d'Ampezzo 1956                             |
| 06 | Eduardo Silva Araya  | Esquí alpino     | Oslo 1952                                                     |
| 07 | Vicente Vera         | Esquí alpino     | Cortina d'Ampezzo 1956, Squaw Valley 1960, Innsbruck 1964     |
| 08 | Hernán Boher         | Esquí alpino     | Squaw Valley 1960, Innsbruck 1964                             |
| 09 | Francisco Cortés     | Esquí alpino     | Squaw Valley 1960, Innsbruck 1964                             |
| 10 | Víctor Tagle         | Esquí alpino     | Squaw Valley 1960                                             |
| 11 | Mario Vera           | Esquí alpino     | Squaw Valley 1960, Grenoble 1968                              |
| 12 | Juan Holz            | Esquí alpino     | Innsbruck 1964                                                |
| 13 | Claudio Wernli       | Esquí alpino     | Innsbruck 1964                                                |
| 14 | Felipe Briones       | Esquí alpino     | Grenoble 1968                                                 |
| 15 | Richard Leatherbee   | Esquí alpino     | Grenoble 1968                                                 |
| 16 | Rafael Cañas         | Esquí alpino     | Innsbruck 1976                                                |
| 17 | Federico García      | Esquí alpino     | Innsbruck 1976                                                |
| 18 | José Luis Koifman    | Esquí alpino     | Innsbruck 1976                                                |
| 19 | Roberto Koifman      | Esquí alpino     | Innsbruck 1976                                                |
| 20 | Fernando Reutter     | Esquí alpino     | Innsbruck 1976                                                |
| 21 | Miguel Purcell       | Esquí alpino     | Sarajevo 1984                                                 |
| 22 | Hans Kossmann        | Esquí alpino     | Sarajevo 1984                                                 |
| 23 | Andrés Figueroa      | Esquí alpino     | Sarajevo 1984                                                 |
| 24 | Dieter Linneberg     | Esquí alpino     | Sarajevo 1984, Calgary 1988                                   |
| 25 | Nils Linneberg       | Esquí alpino     | Calgary 1988, Albertville 1992, Lillehammer 1994, Nagano 1998 |
| 26 | Paulo Oppliger       | Esquí alpino     | Calgary 1988, Albertville 1992                                |
| 27 | Juan Pablo Santiagos | Esquí alpino     | Calgary 1988                                                  |
| 28 | Mauricio Rotella     | Esquí alpino     | Calgary 1988, Albertville 1992                                |
| 29 | Joaquín Oyarzún      | Esquí alpino     | Albertville 1992                                              |
| 30 | Diego Margozzini     | Esquí alpino     | Albertville 1992, Lillehammer 1994                            |
| 31 | Alexis Racloz        | Esquí alpino     | Albertville 1992, Lillehammer 1994                            |
| 32 | Thomas Grob          | Esquí alpino     | Nagano 1998                                                   |
| 33 | Rainer Grob          | Esquí alpino     | Nagano 1998                                                   |
| 34 | Carlos Varas         | Biatlón          | Salt Lake City 2002                                           |
| 35 | Claudia Barrenechea  | Biatlón          | Salt Lake City 2002                                           |
| 36 | Mikael Gayme         | Esquí alpino     | Salt Lake City 2002, Turín 2006                               |
| 37 | Maui Gayme           | Esquí alpino     | Salt Lake City 2002, Turín 2006, Vancouver 2010               |
| 38 | Duncan Grob          | Esquí alpino     | Salt Lake City 2002, Turín 2006                               |
| 39 | Anita Irarrázabal    | Esquí alpino     | Salt Lake City 2002                                           |
| 40 | Marco Zúñiga         | Biatlón          | Turín 2006                                                    |
| 41 | Verónica Isbej       | Biatlón          | Turín 2006                                                    |
| 42 | Jorge Mandrú         | Esquí alpino     | Turín 2006, Vancouver 2010                                    |
| 43 | Daniela Anguita      | Esquí alpino     | Turín 2006                                                    |
| 44 | Macarena Benvenuto   | Esquí alpino     | Turín 2006                                                    |
| 45 | Noelle Barahona      | Esquí alpino     | Turín 2006, Vancouver 2010, Sochi 2014, Pyeongchang 2018      |
| 46 | Eugenio Claro        | Esquí alpino     | Sochi 2014                                                    |
| 47 | Henrik von Appen     | Esquí alpino     | Sochi 2014, Pyeongchang 2018, Pekín 2022                      |
| 48 | Yonathan Fernández   | Esquí de fondo   | Sochi 2014, Pyeongchang 2018, Pekín 2022                      |
| 49 | Stephanie Joffroy    | Esquí acrobático | Sochi 2014, Pyeongchang 2018                                  |
| 50 | Dominique Ohaco      | Esquí acrobático | Sochi 2014, Pyeongchang 2018, Pekín 2022                      |
| 51 | Kai Horwitz          | Esquí alpino     | Pyeongchang 2018                                              |
| 52 | Claudia Salcedo      | Esquí de fondo   | Pyeongchang 2018                                              |
| 53 | Emilia Aramburo      | Esquí alpino     | Pekín 2022                                                    |